# Ischnotoma (Ischnotoma) rubroabdominalis
Ischnotoma (Ischnotoma) rubroabdominalis is een tweevleugelige uit de familie langpootmuggen (Tipulidae). De soort komt voor in het Australaziatisch gebied.